# Delduar
Delduar är ett underdistrikt i Bangladesh. Det ligger i den centrala delen av landet, 70 km nordväst om huvudstaden Dhaka.
Trakten runt Delduar består till största delen av jordbruksmark. Runt Delduar är det mycket tätbefolkat, med 1 266 invånare per kvadratkilometer.